# FNN県内ニュース&天気
『FNN県内ニュース&天気』（エフエヌエヌ けんないニュースアンドてんき）は、さくらんぼテレビジョンで2013年4月1日から2015年3月27日まで月曜 - 金曜20時54分に放送されていた山形県内のローカルスポットニュースミニ番組。

## 放送概要
FNNスピーク（山形ローカルパート）/ SAYスーパーニュースに次ぐ、同局3枠目の平日自社制作ニュース番組である。これまで、SAYのスポットニュースの夜枠の放送経験は、サービス放送開始・開局から2002年3月頃まで月曜から土曜の22:54（金曜のみ22:52）- 23:00に放映して以来で、10年を越えての帰り咲き編成となった（番組タイトルは下述の「関連項目」を参照）。
2015年3月27日、『さくらんぼテレビ こんやのニュース』（『こんやのニュース』のネット受け及びタイトル差し替え）の放送開始に伴い番組終了となった。

## キャスター
- さくらんぼテレビのアナウンサーがシフト交代で担当。